# Großsteingräber bei Huntlosen

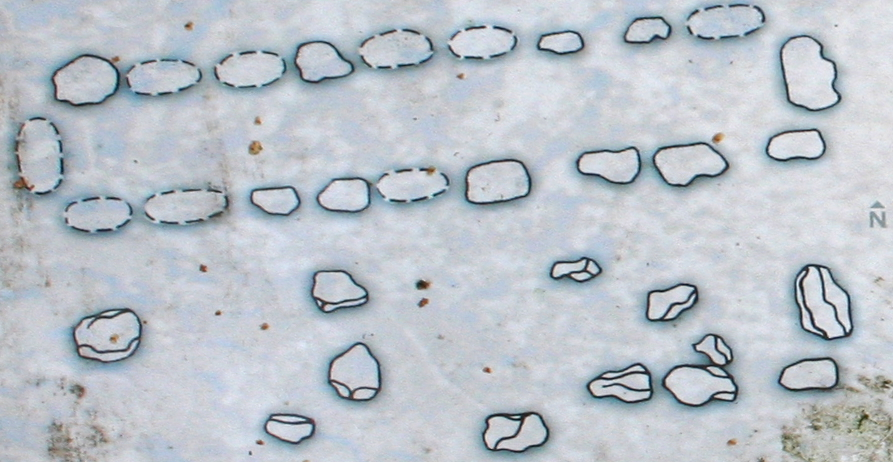
Grundriss des erhaltenen Grabes Huntlosen I

Die Großsteingräber bei Huntlosen waren drei Grabanlagen der jungsteinzeitlichen Trichterbecherkultur nahe dem Großenkneter Ortsteil Huntlosen im niedersächsischen Landkreis Oldenburg. Zwei Gräber sind heute zerstört. Das erhaltene Grab trägt die Sprockhoff-Nummer 931.

## Beschreibung

### Das erhaltene Grab Huntlosen 1
Das Grab wird auch als „Großsteingrab Wittenhöge“ oder als „Riesenbett“ bezeichnet. Es befindet sich etwa drei Kilometer westsüdwestlich von Huntlosen und zwei Kilometer nordnordwestlich von Döhlen in einem Waldgebiet am nordwestlichen Rande der Flur „Wittenhöhe (Wittenhöge)“, inmitten eines weitläufigen Hügelgräberfeldes. Zur Zeit der Aufnahme von Ernst Sprockhoff im Jahr 1930 war es noch dicht bewachsen. Er konnte eine ungefähr ost-westlich orientierte Grabkammer von etwa 14 Meter Länge und zwei Meter Breite ausmachen. Es waren zwölf Steine vorhanden. Heute ist das Grab in schlechtem Zustand. Die von Sprockhoff beschriebenen Steine sind zwar noch vorhanden, befinden sich aber größtenteils nicht mehr an ihrem ursprünglichen Standort. Decksteine sind nicht mehr vorhanden.

### Das zerstörte Grab Huntlosen 2
Das zweite Grab wird auch als „Großsteingrab Hosüner Büsche“ oder „Großsteingrab Heidkamp“ bezeichnet. Es lag direkt am westlichen Ortsausgang von Huntlosen. Das Grab erlitt spätestens nach dem Ersten Weltkrieg erste größere Beschädigungen, als zwei Steine für den Bau eines Kriegerdenkmals in Sandkrug entfernt wurden. Weitere Zerstörungen erfolgten Ende der 1930er Jahre beim Bau der Hegeler-Wald-Straße. 1952 wurde ein weiterer großer Stein zur Erweiterung des Kriegerdenkmals in Sandkrug verwendet. 1955 war nur noch ein großer Deckstein vorhanden. Dieser wurde vermutlich 1972 entfernt als nach einem großen Sturm umfangreiche Aufräumarbeiten und die Anlage von Entwässerungskanälen im Wald nötig wurden.

### Das zerstörte Grab Huntlosen 3
Das dritte Grab befand sich etwas südlich von Grab 1 auf Wennekamps Eye. Es wurde bei Drainagearbeiten entdeckt und 1934/1935 untersucht. In der Folgezeit wurde es restlos zerstört.